# Седан

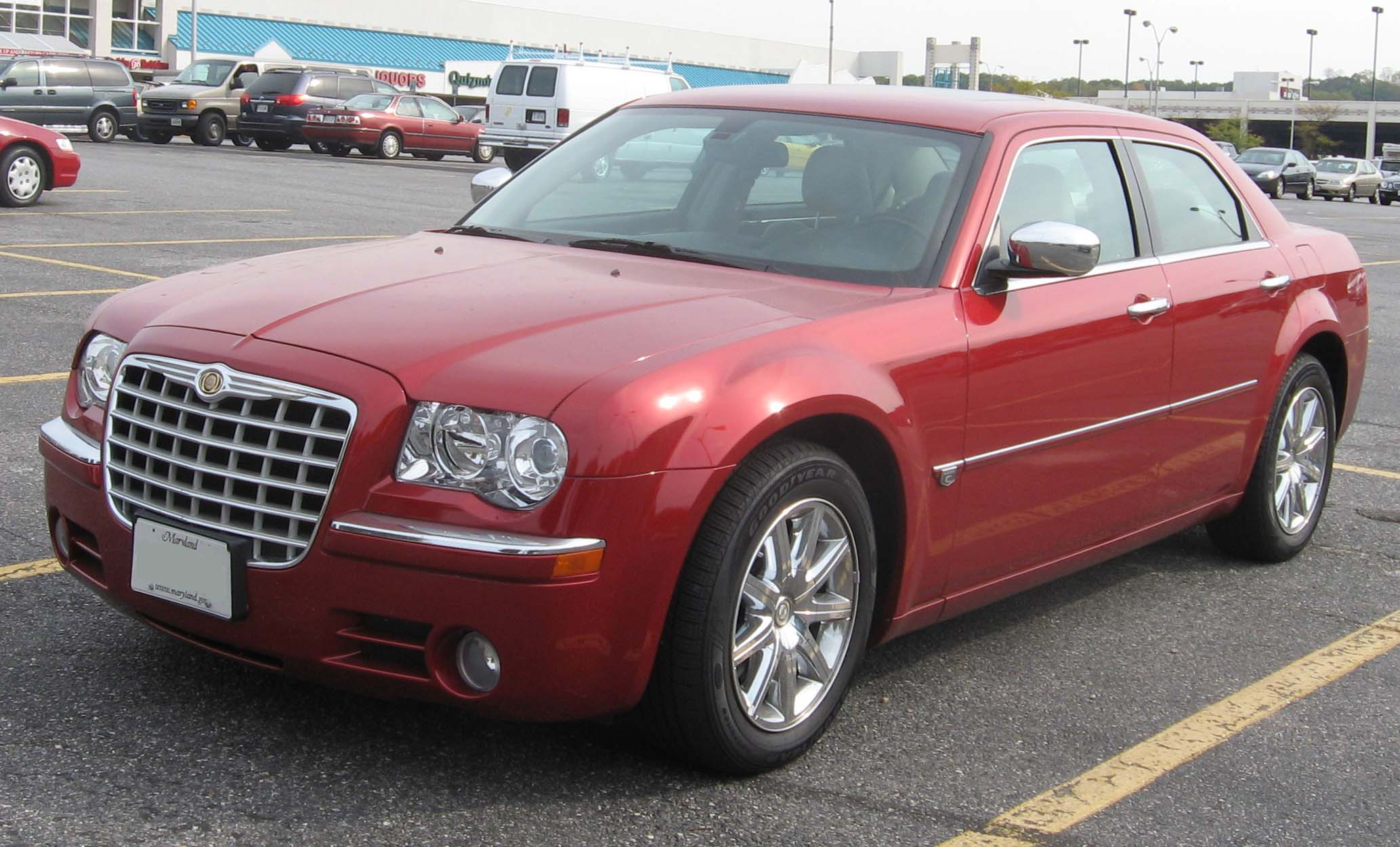
Сучасний автомобіль Chrysler 300 з типом корпусу «седан»

Седан — триоб'ємний кузов легкового автомобіля з двома або трьома рядами 2 або 3 сидінь, з чотирма дверима і багажником, структурно відокремленим від пасажирського салону.
Заднє скло у седані завжди жорстко закріплене в рамці і не піднімається, хоча спинка заднього сидіння може бути або обладнаною лючком, або відкидатися для перевезення довгих предметів.

## Походження назви

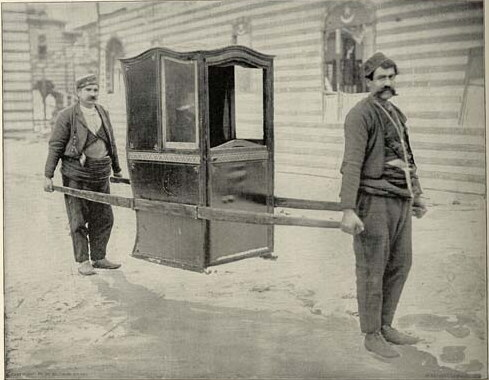
Паланкін на Всесвітній виставці 1893 р.

Щодо походження терміна існують дві версії. Одна пов'язує його з англ. sedan («паланкін»), що походить з південно-італійського діалекту від слова sedia — «крісло» (перший седан було представлено в Неаполі).
За іншою версією, слово «седан» утворено від назви французького міста Седан, що спеціалізувалося в XIX столітті на виробництві дорожніх карет.
Першим автомобілем, на чотирьох осіб, який отримав ім'я «седан» був Speedwell Sedan, розроблений у 1911 році компанією Speedwell Motor Co в Огайо.